# Hanna Orthmann

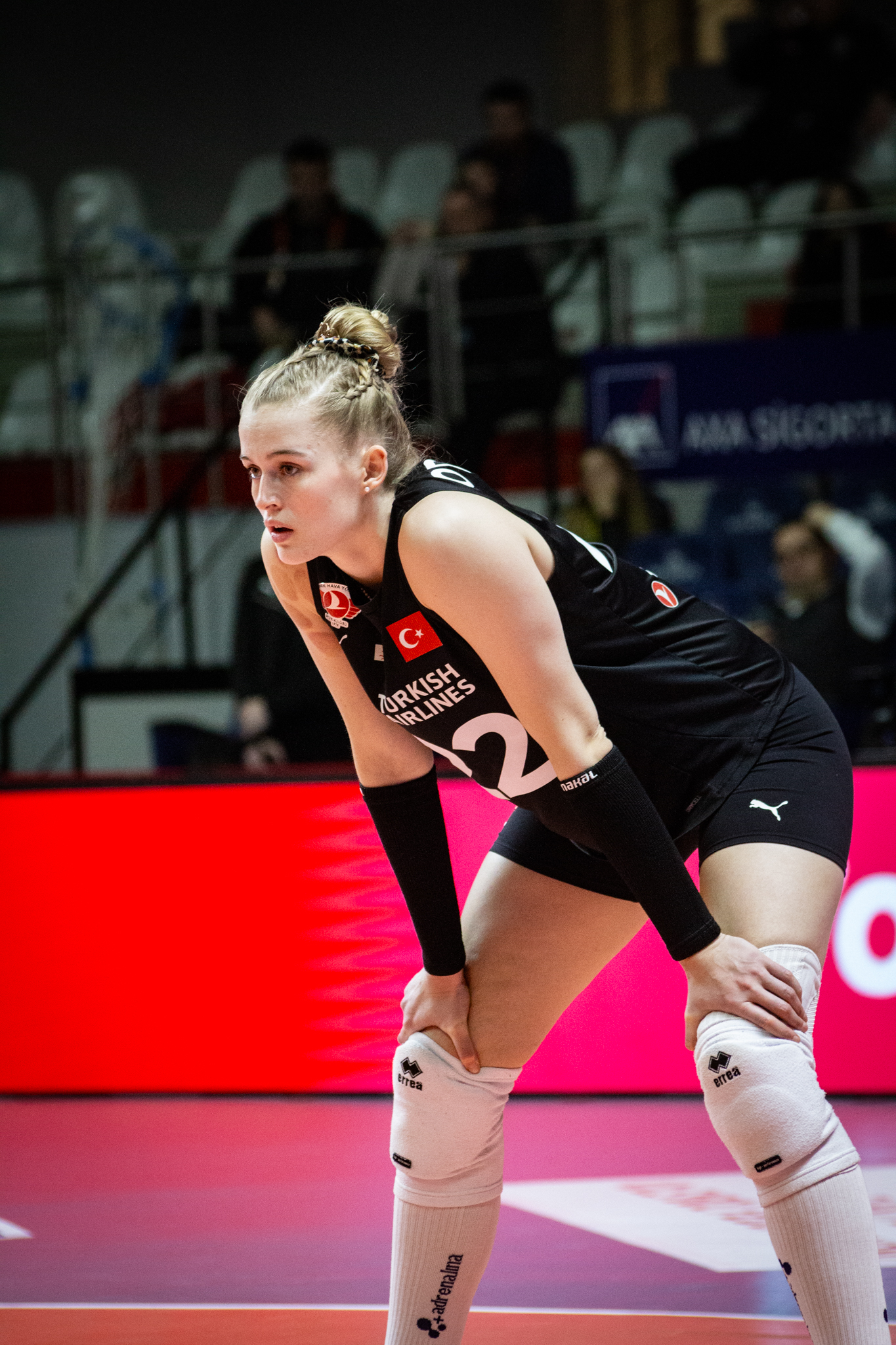
Hanna Orthmann zawodniczką THY Stambuł w sezonie 2024/2025

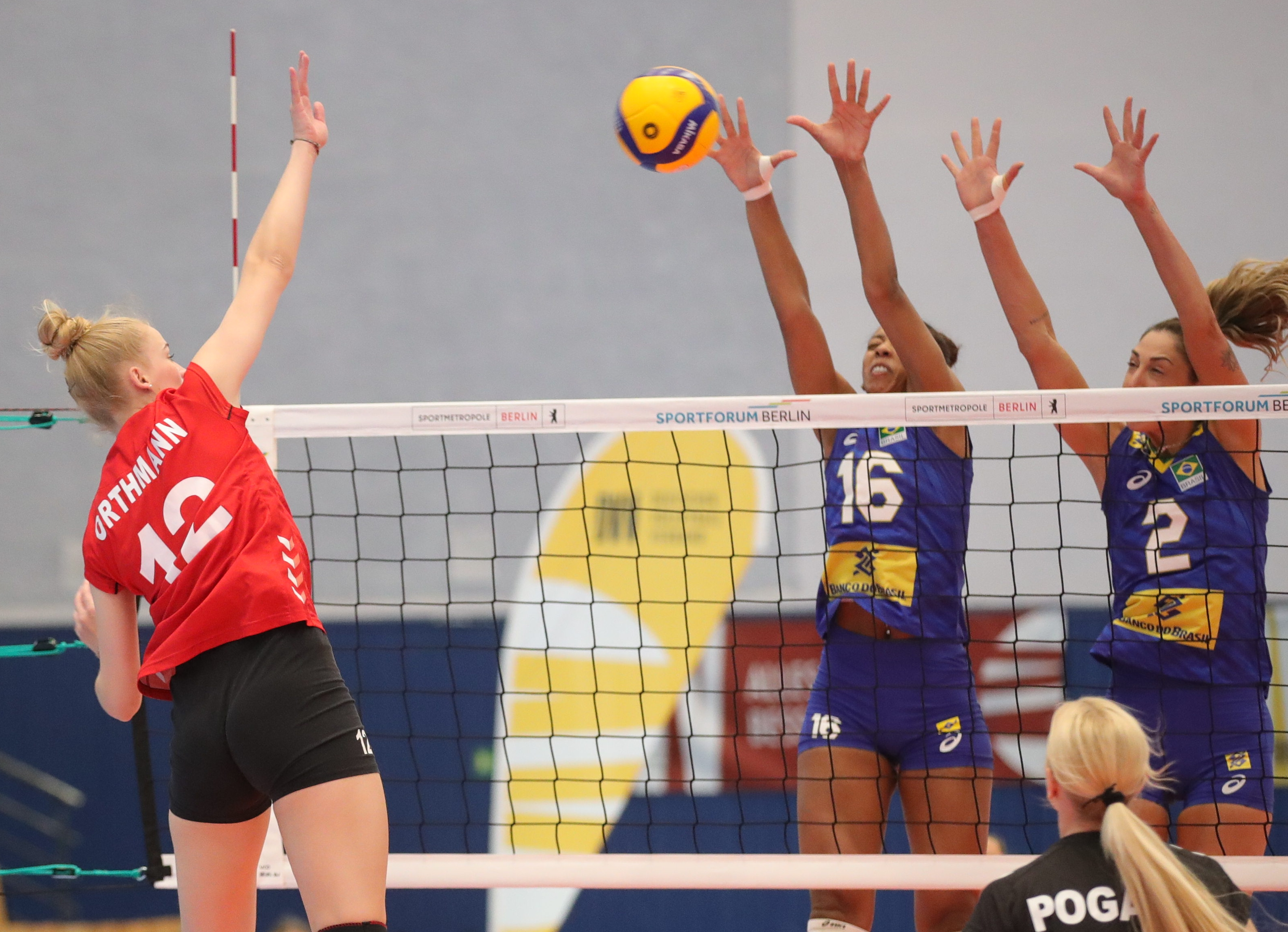
Hanna Orthmann podczas ataku z lewego skrzydła w meczu towarzyskim z reprezentacją Brazylii przed Mistrzostwami Świata 2022

Hanna Orthmann (ur. 3 października 1998 w Lüdinghausen) – niemiecka siatkarka, reprezentantka kraju, grająca na pozycji przyjmującej.
Jej starszy brat Felix również jest siatkarzem. Jej chłopakiem był australijski siatkarz Arshdeep Dosanjh.

## Kariera klubowa
| Kariera juniorska | Kariera juniorska      | Kariera juniorska         | Kariera juniorska | Kariera juniorska | Kariera juniorska | Kariera juniorska | Kariera juniorska | Kariera juniorska | Kariera juniorska | Kariera juniorska |
| ----------------- | ---------------------- | ------------------------- | ----------------- | ----------------- | ----------------- | ----------------- | ----------------- | ----------------- | ----------------- | ----------------- |
| Sezon             | Klub                   | Klub                      |                   |                   |                   |                   |                   |                   |                   |                   |
| 2014/2015         | USC Münster            | USC Münster               |                   |                   |                   |                   |                   |                   |                   |                   |
| 2015/2016         | USC Münster            | USC Münster               |                   |                   |                   |                   |                   |                   |                   |                   |
| 2016/2017         | USC Münster            | USC Münster               |                   |                   |                   |                   |                   |                   |                   |                   |
| Kariera seniorska |                        |                           |                   |                   |                   |                   |                   |                   |                   |                   |
| Sezon             | W trakcie sezonu       | Klub                      |                   |                   |                   |                   |                   |                   |                   |                   |
| 2017/2018         |                        | Saugella Monza            |                   |                   |                   |                   |                   |                   |                   |                   |
| 2018/2019         |                        | Saugella Monza            |                   |                   |                   |                   |                   |                   |                   |                   |
| 2019/2020         |                        | Saugella Monza            |                   |                   |                   |                   |                   |                   |                   |                   |
| 2020/2021         |                        | Saugella Monza            |                   |                   |                   |                   |                   |                   |                   |                   |
| 2021/2022         | do 16.01.2022          | Savino Del Bene Scandicci |                   |                   |                   |                   |                   |                   |                   |                   |
| 2021/2022         | od 17.01.2022          | THY Stambuł               |                   |                   |                   |                   |                   |                   |                   |                   |
| 2022/2023         |                        | THY Stambuł               |                   |                   |                   |                   |                   |                   |                   |                   |
| 2023/2024         | Igor Gorgonzola Novara |                           |                   |                   |                   |                   |                   |                   |                   |                   |
| 2024/2025         | Igor Gorgonzola Novara | do 17.12.2024             |                   |                   |                   |                   |                   |                   |                   |                   |
| 2024/2025         | od 02.01.2025          | THY Stambuł               |                   |                   |                   |                   |                   |                   |                   |                   |

## Sukcesy klubowe
Puchar Challenge:
- 2019, 2024[9]

Puchar CEV:
- 2021

## Nagrody indywidualne
- 2020: Najlepsza przyjmująca Europejskiego Turnieju Kwalifikacyjnego do Letnich Igrzysk Olimpijskich 2020